# Ёндонпэрэнлэйн Басху
Ёндонпэрэнлэйн Басху (монг. Ёндонпэрэнлэйн Басхүү) — монгольский дзюдоист, бронзовый призёр чемпионатов мира 2021 и 2023 годов, чемпион (2022) и бронзовый призёр (2019) чемпионата Азии 2019 года. Заслуженный спортсмен года Монголии (2023).

## Спортивная карьера
Родился в 1993 году в Монголии. В 2017 году на турнире из серии Гран-при по дзюдо, который проходил в ноябре в Нидерландах, в весовой категории до 66 кг, стал победителем. В финале поборол россиянина Якуба Шамилова.
В 2019 года в ОАЭ, в Фуджайре на чемпионате Азии в весовой категории до 66 кг завоевал бронзовую медаль.
На предолимпийском чемпионате мира 2021 года, который проходил в Будапеште в Венгрии завоевал бронзовую медаль в весовой категории до 66 кг, победив в схватке за третье место казахского спортсмена Едлоса Жумаканова.
В мае 2023 года, в столице Катаре, на чемпионате мира, монгольский дзюдоист в весовой категории до 66 кг стал обладателем бронзовой медали, в поединке за третье место победил спортсмена из Грузии Важу Маргвелашвили.